# Protéine circumsporozoïte
Une protéine circumsporozoïte (CSP) est une protéine sécrétée par les parasites du genre Plasmodium, responsables du paludisme, au stade de sporozoïte. La protéine la plus abondante à la surface des sporozoïtes de Plasmodium falciparum, principal parasite responsable du paludisme, est constituée de 397 résidus d'acides aminés. L'analyse génétique de CSP de plusieurs espèces de Plasmodium a montré une structure très conservée constituée d'une région centrale formée de répétitions spécifiques aux espèces entourée par une région I côté N-terminal contenant une séquence conservée de cinq résidus, et par une région II côté C-terminal contenant un motif conservé d'adhérence cellulaire semblable à celui observé dans les thrombospondines de mammifères.
La structure et le rôle de la protéine CSP sont très conservées à travers les différentes espèces de Plasmodium qui infectent les humains, les primates non humains et les rongeurs. Elle peut être détectée en grande quantité lorsque les sporozoïtes se forment dans les oocystes chez le moustique infecté. Lorsqu'elle est exprimée dans les oocystes matures, les sporozoïtes migrent vers les glandes salivaires du moustique, la protéine circumsporozoïte jouant un rôle dans ce processus. 
La protéine circumsporozoïte intervient également dans la liaison du parasite aux hépatocytes du mammifère hôte. La région I et les répétition du domaine central facilitent cette liaison. Le clivage protéolytique au niveau de la région I et de l'extrémité N-terminale expose le domaine d'adhérence du domaine C-terminal, ce qui déclenche l'invasion du foie par le parasite.